# Akodon aerosus
Akodon aerosus, también conocido como el ratón de hierba de tierras altas o Yungas Akodont, es una especie de roedor de la familia Cricetidae. 

## Distribución
Se encuentra en los Andes orientales del este de Ecuador a través de Perú y en el centro de Bolivia.